# Milichiella nigella
Milichiella nigella är en tvåvingeart som beskrevs av Mitsuhiro Iwasa 2011. Arten tillhör släktet Milichiella och familjen sprickflugor. Inom Milichiella tillhör arten gruppen argentea. Arten beskrevs från exemplar insamlade av Mitsuhiro Iwasa år 1997 i Masohi, Seram, Indonesien. Utöver platsen för insamlandet av de första exemplaren är inget känt om artens utbredning. Holotypen och paratyperna finns vid Obihiros universitet för jordbruk och veterinärmedicin i Obihiro, Japan.

## Utseende
Arten har en svart kropp, vilket är orsaken till att den fick namnet nigella. Milichiella nigella har rödbruna ögon och kroppen är 2,5 till 3,3 mm lång.